# Conferenza di Messina
La conferenza di Messina si tenne dal 1 al 3 giugno 1955, a Messina e Taormina.
Fu una conferenza presieduta dal ministro degli esteri belga Spaak, a cui parteciparono i 6 ministri degli esteri della CECA con l'obiettivo di studiare e trovare, delle iniziative che potessero far proseguire il processo di integrazione europea avviato nel periodo seguente alla Seconda guerra mondiale. Parteciparono i seguenti ministri: Gaetano Martino per l'Italia, Jan Willem Beyen per i Paesi Bassi, Antoine Pinay per la Francia, Joseph Bech per il Lussemburgo, Walter Hallstein per la Repubblica Federale Tedesca e Paul-Henri Spaak per il Belgio.
La conferenza, iniziata in un clima non particolarmente felice per la recente bocciatura da parte del Parlamento francese dell'accordo sulla CED (Comunità europea di difesa), proseguì non senza qualche difficoltà nei primi due giorni dei lavori, ma sorprendentemente il terzo giorno alla conclusione della conferenza, venne resa nota quella che viene conosciuta come "dichiarazione di Messina" (ovvero Risoluzione di Messina), attraverso la quale i sei paesi enunciavano una serie di principi e di intenti volti alla creazione della Comunità europea dell'energia atomica (o Euratom) e di quello che diverrà, nel volgere di due anni con la firma dei Trattati di Roma del 1957, il Mercato Europeo Comune (MEC, istituito insieme alla CEE, poi CE ed infine UE). Quindi fu evidente che il processo di integrazione europeo, aveva preso un approccio settoriale e soprattutto di natura prettamente economica.
Spesso nei momenti difficili dei rapporti tra gli stati membri dell'Unione Europea è stato volto lo sguardo e l'attenzione verso quello "spirito di Messina", che animò la conferenza ed i padri fondatori della Comunità Europea che parteciparono alla stessa.